# Jean-Baptiste Louis Andrault
Jean-Baptiste Louis Andrault (* 3. November 1677; † 20. März 1754 in Paris) war Marquis de Maulévrier-Langeron, Comte de Chevrières et de Banains, Baron d’Oye, Seigneur d’Artois, de Chené et de Bons und Marschall von Frankreich.

## Leben
Jean-Baptiste Louis Andrault ist der Sohn von François Andrault, Marquis de Maulevrier-Langeron, und Françoise de La Veuhe.
Er wurde am 9. Juli 1698 Kapitän im Régiment des dragons d’Hanvoile. Er gehörte dem Regiment als Aide-de-camp des Marschalls Nicolas de Catinat während des Piemont-Feldzugs 1693, 1695 und 1695 an. Am 8. Januar 1697 übernahm er vom Marquis François Marie d’Hautefort das Régiment d’infanterie d’Anjou. Im selben Jahr kämpfte er an der Spitze dieses Regiments im Flandern-Feldzug und nahm an der Belagerung von Ath, das von Catinat am 5. Juni 1697 erobert wurde. 1698 findet man ihn im Feldlager von Coudun.

### Spanischer Erbfolgekrieg
Im Spanischen Erbfolgekrieg gehörte er im Jahr 1701 zu der Deutschland-Armee, die unter dem Kommando von François de Neufville, duc de Villeroy stand, die ohne Aktivitäten blieb, nach Italien verlegt wurde und dort den misslungenen Angriff auf Chiari unternahm (1. September 1701). Auch in den folgenden Jahren kämpfte er an der Spitze seines Regiments in Italien: in der Schlacht bei Luzzara (15. August 1702), bei der Eroberung von Brescello (27. Juli 1703), Nago (4. August 1703) und Arco (4. August 1703). Am 26. Oktober 1703 nahm er an der Schlacht von San Sebastiano da Po teil, in der Louis-Joseph de Vendôme Julio Visconti Borromeo Arreze eine schwere Niederlage zufügte, der die von Guido von Starhemberg, dem kommandierenden General der kaiserlichen Armee, Viktor Amadeus II., Herzog von Savoyen, versprochenen Verstärkungen anführte. Am 20. Juli 1704 war er bei der Eroberung von Vercelli, am 28. September 1704 bei der von Ivrea. Am 28. Oktober 1704 wurde zum Brigadier befördert.
1705 nahm er an der Belagerung von Verrue teil, das am 10. April erobert wurde, und kämpfte in der Schlacht bei Cassano (16. August 1705). Am 23. Oktober war er bei der Eroberung von Soncino, am 11. Dezember bei der von Montmélian. Am 19. April 1706 kämpfte er in der Schlacht bei Calcinato und griff Turin am 7. September an.
1707diente er der Provence unter Marschall Tessé, bei der Aufhebung der Belagerung von Toulon durch den Hertog von Savoyen und Prinz Eugen am 22. August. 1708 gehörte er zu Dauphiné-Armée unter Marschall Villars und nahm an der Eroberung von Sézanne teil. Ab 1709 diente er in der gleichen Armee unter Marschall Berwick bei der Grenzsicherung gegen den Herzog von Savoyen. Am 29. März 1710 wurde er zum Maréchal de camp befördert. 1713 befand er sich bei der Rhein-Armee unter den Marschällen Villars und Bezons und bei der Einnahme von Worms, Speyer und Kaiserslautern, der Belagerung von Land au (22. Juni bis 20. August), bei der Niederlage des österreichischen Generals Marquis de Vaubonne, der am 20. September zum Rückzug gezwungen wurde, und anschließend bei der Belagerung von Freiburg, das am 16. November zur Aufgabe gezwungen wurde. 1714 diente er unter Marschall Berwick bei der Belagerung von Barcelona (25. Juli 1713 bis 11. September 1714) und nahm an der Erstürmung der Stadt am 11. und ihrer Unterwerfung am 22. September teil.
1719 war er bei der Spanien-Armee und der Belagerung von Fontarabie, das am 16. Juli fiel, und San Sebastián, das am 1. August (die Burg am 17. August) aufgab, bei der Einnahme von Urgell und der Belagerung von Roses, die mit Ende des Feldzugs beendet wurde.

### Nach dem Erbfolgekrieg
Am 30. März 1720 wurde er zum Lieutenant-général befördert und zum außerordentlicher Gesandter des Königs am spanischen Hof ernannt, am 8. April 1721 zum Kommandeur des Ordre royal et militaire de Saint-Louis und am 14. Oktober 1721 zum Ritter des Ordens vom Goldenen Vlies.
Am 1. April 1734 trat er unter Marschal Coigny wieder im aktiven Militärdienst. Er kämpfte im Polnischen Thronfolgekrieg in der Schlacht bei Colorno (4./5. Juni 1734), der Schlacht bei Parma (29. Juni 1734) und der Schlacht bei Guastalla (19. September 1734). Im Jahr darauf erneut aktiviert (1. April 1735) nahm er an der Eroberung der Burg von Gonzaga (30. Mai), von Reggiolo (31. Mai) und Revere (7. Juni) teil. Nachdem die Verhandlungen zum Friedensvertrag angelaufen waren, kehrte er 1736 nach der Räumung Italiens nach Frankreich zurück. Am 21. Mai 1737 wurde er zum Gouverneur von Briançon ernannt.
Am 1. Februar 1744, während des Österreichischen Erbfolgekriegs, wurde er erneut reaktiviert, diesmal unter dem Prince de Conti und kommandierte die Belagerung von Demonte, dessen Garnison sich am 17. August ergab. Am 30. September kämpfte er in der Schlacht bei Madonna dell’Olmo.
Am 30. März 1745 wurde er zum Marschall von Frankreich befördert, den zugehörigen Eid leistete er am 11. April, die Eintragung der Beförderung erfolgte am 22. September 1747. Im Januar 1754 gab er das Amt des Gouverneurs von Briançon zugunsten seines Sohnes auf. Er starb zwei Monate später, am 22. März 1754.

## Ehe und Familie
Jean-Baptiste Louis Andrault heiratete am 27. Mai 1716 Elisabeth Le Camus, Tochter von Nicolas Le Camus, Seigneur de Bligny, und Marie-Elisabeth Langlois. Ihre Kinder sind:
- Charles-Claude Andrault (1720–1792), Marquis de Maulévrier-Langeron, Colonel-lieutenant du Régiment de Condé (1743), Brigadier (1747), Maréchal de camp und Lieutenant du roi commandant en chef  en Guyenne (1758), Lieutenant général (1762), Gouverneur des villes et château de Brest (1755–1790), Chevalier des ordres du Roi (1784)
- Alexandre-Claude-Nicolas-Hector Andrault (1732) dit le Comte de Maulévrier-Langeron, Colonel du régiment de Foix (1762)